# Mammillaria pringlei
Mammillaria pringlei är en kaktusväxtart som först beskrevs av John Merle Coulter, och fick sitt nu gällande namn av K. Brandegee. Mammillaria pringlei ingår i släktet Mammillaria och familjen kaktusväxter. Inga underarter finns listade i Catalogue of Life.

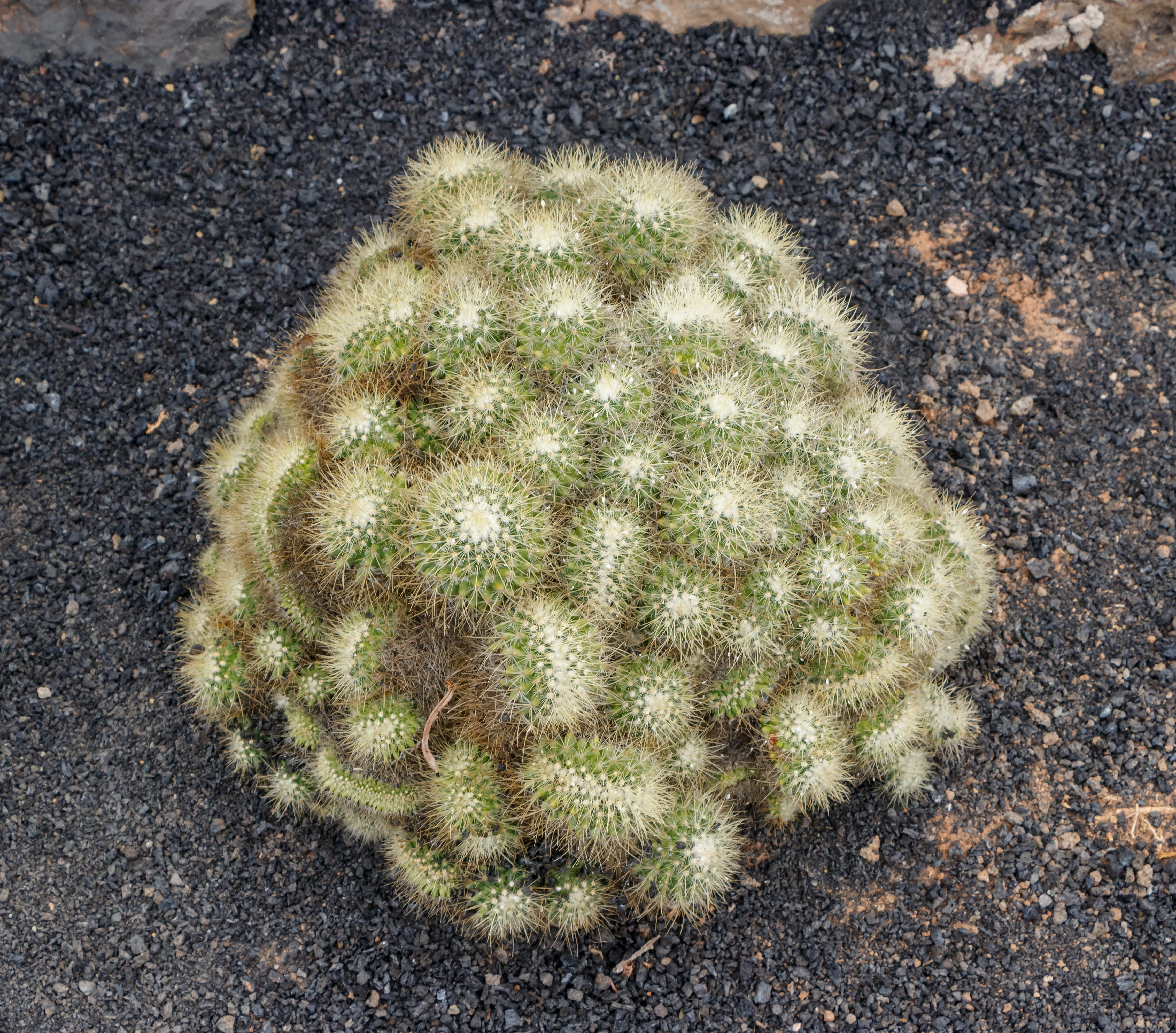
forma cristata